# Rodenbek (gmina)
Rodenbek – miejscowość i gmina w Niemczech, w kraju związkowym Szlezwik-Holsztyn, w powiecie Rendsburg-Eckernförde, wchodzi w skład urzędu Eidertal. Do 31 maja 2023 siedziba administracyjna urzędu Molfsee.